# Xyrosaris dryopa
Xyrosaris dryopa là một loài bướm đêm thuộc họ Yponomeutidae. Loài này có ở miền nam Úc.